# Schönau (Neunkirchen-Seelscheid)
Schönau ist ein Ortsteil von Wolperath in der Gemeinde Neunkirchen-Seelscheid im Rhein-Sieg-Kreis. Bei dem Haus handelte es sich um die Volksschule der südlichen Nebenorte.

## Lage
Schönau liegt auf der östlichen Seite der Hennefer Straße, im Süden von Wiescheid. Südlich liegt Birken, östlich Schöneshof.

## Geschichte
1888 gab es keinen Bewohner in dem Gebäude, 1901 wohnte hier der Lehrer Peter Kuttenkeuler mit Frau. 1910 ist für die Schule Lehrer Josef Scheer als Einwohner verzeichnet.
Das Anwesen gehörte bis 1969 zur Gemeinde Neunkirchen.